# کارلوس لاماس
کارلوس ساودرا لاماس (به انگلیسی: Carlos Saavedra Lamas) (زاده ۱ نوامبر ۱۸۷۸ – درگذشته ۵ مه ۱۹۵۹) دانشگاهی و سیاستمدار اهل آرژانین و نخستین فردی است که در آمریکای لاتین توانسته است جایزه صلح نوبل را ببرد.
وزیر امور خارجه آرژانتین
- ۲۰ فوریه ۱۹۳۲ – ۱ اکتبر ۱۹۳۳
- ۲۱ اکتبر ۱۹۳۳ – ۱ دسامبر ۱۹۳۳
- ۲۸ دسامبر ۱۹۳۳ – ۲۸ اوت ۱۹۳۶
- ۱۸ نوامبر ۱۹۳۶ – ۲۰ فوریه ۱۹۳۸